# Zarrukh Adashev
Zarrukh Adashev (Samarkand, 29 de julho de 1992) é um lutador profissional de artes marciais mistas que atualmente compete pelo UFC na categoria dos galos.

## Carreira no MMA
Em 2013 Adashev começou sua carreira no kickboxing e no MMA. Seu cartel profissional no kickboxing é de 16-3. 

### Ultimate Fighting Championship
Adashev fez sua estreia no UFC em 13 de junho de 2020 contra Tyson Nam no UFC Fight Night: Eye vs. Calvillo.

## Cartel no MMA
| Cartel no MMA   |            |            |
| 7 lutas         | 4 vitórias | 3 derrotas |
| Por nocaute     | 2          | 1          |
| Por finalização | 0          | 1          |
| Por decisão     | 2          | 1          |

| Res.    | Cartel | Oponente         | Método                  | Evento                            | Data       | Round | Tempo | Local                     | Notas           |
| ------- | ------ | ---------------- | ----------------------- | --------------------------------- | ---------- | ----- | ----- | ------------------------- | --------------- |
| Vitória | 4-3    | Ryan Benoit      | Decisão (unânime)       | UFC on ESPN: Hall vs. Strickland  | 31/07/2021 | 3     | 5:00  | Enterprise, Nevada        |                 |
| Derrota | 3-3    | Su Mudaerji      | Decisão (unânime)       | UFC on ESPN: Chiesa vs. Magny     | 20/01/2021 | 3     | 5:00  | Abu Dhabi                 |                 |
| Derrota | 3-2    | Tyson Nam        | Nocaute (soco)          | UFC Fight Night: Eye vs. Calvillo | 13/06/2020 | 1     | 0:32  | Las Vegas, Nevada         | Estreia no UFC. |
| Vitória | 3-1    | Tevin Dyce       | Nocaute Técnico (socos) | Bellator232                       | 26/10/2019 | 2     | 1:39  | Uncasville, Connecticut   |                 |
| Vitória | 2-1    | Ron Leon         | Decisão (unânime)       | Bellator 215                      | 15/02/2019 | 3     | 5:00  | Uncasville, Connecticut   |                 |
| Vitória | 1-1    | Christian Medina | Nocaute Técnico (socos) | Bellator 208                      | 29/07/2018 | 1     | 1:08  | Long Island, New York     |                 |
| Derrota | 0-1    | Cody Mooney      | Finalização (mata leão) | Ring of Combat 51                 | 05/06/2015 | 1     | 3:41  | Atlantic City, New Jersey |                 |